# Choanata
De Choanata vormen een taxon dat de voorouder is van de uitgestorven kwastvinnige vissen Osteolepidae, de nog levende longvissen (dipnoi) en de gewervelde landdieren (Tetrapoda). Als gemeenschappelijk kenmerk hebben ze een verbinding van de neusholte met de keelholte, de zogenaamde choane.

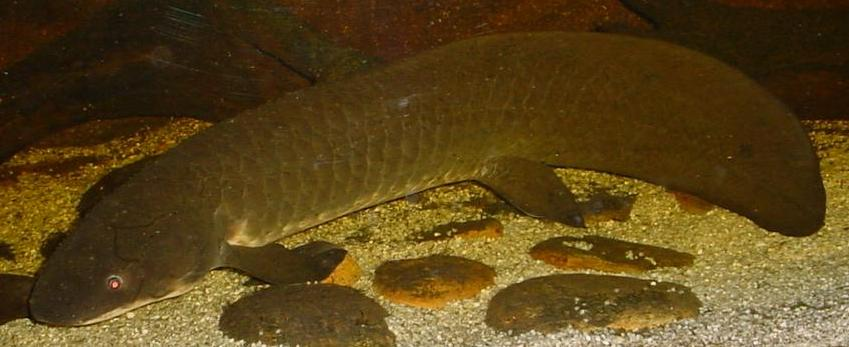
Australische longvis
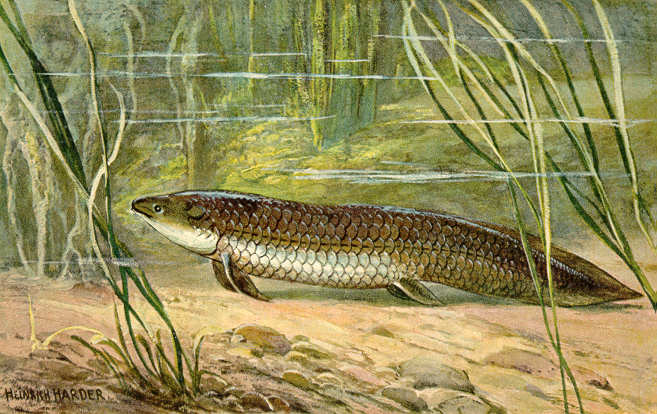
Uitgestorven soort longvis (Ceratodus)